# Tavannes
Tavannes là một đô thị ở huyện Moutier ở bang Bern ở Thụy Sĩ. Đô thị này có diện tích 14,65 km², dân số năm 2005 là người. Đô thị này nằm ở khu vực nói tiếng Pháp Bernese Jura (Jura Bernois).